# Johan Henrik Avellan
Johan Henrik Avellan, född 18 december 1773 i Sveaborg, död 3 september 1832 i Helsingfors, var en finländssvensk filosof, professor i historia och filosofi vid Kungliga Akademien i Åbo samt rektor. Han verkade även som professor i historia vid Kejserliga Alexandersuniversitetet.

## Karriär
Avellan blev student år 1790. Professor Henrik Gabriel Porthan granskade Avellans pro gradu-avhandling vid Åbo Akademi år 1795. Avellan avlade filosofie magisterexamen samma år. Han skrev den första svenskspråkiga avhandlingen om filosofen Georg Wilhelm Friedrich Hegel.
Avellan verkade som docent i praktisk filosofi vid Kungliga Akademien i Åbo från 1804, som adjunkt i naturrätt och historia från 1809 och som adjunkt i filosofi från 1810. Avellan utnämndes till professor i historia år 1812, och han verkade samtidigt som tillförordnad professor i praktisk filosofi åren 1811–1812 och 1824–1827. Avellan var lärare till filosofen Johan Vilhelm Snellman. Avellan verkade som akademins rektor åren 1822–1823. Greve Johan Fredrik Aminoff fungerade samtidigt som akademins vicekansler och kronprins Nikolaj I som kansler.
Avellan belönades med hedersmedlemskap i Tavastländska nationen år 1818. Han verkade som nationens inspektor åren 1821–1832.
Avellan skrev en avhandling om den brittiska Bell-Lancaster-metoden år 1828. År 1829 grundade Avellan Helsingfors första privata läroverk. Avellan verkade som professor vid Kejserliga Alexandersuniversitetet i Helsingfors fram till sin död år 1832.

## Familj
Avellans far var kyrkoherden i Rimito, filosofie magister Karl Avellan (1741-1808) och hans mor var Maria Rebecka Laman. Hans första hustru var Kristina Eleonora Almqvist från Stockholm (d. 1821) och hans andra hustru var Agnes Charlotta Sofia Wrede (d. 1846). Kammarrådet, tullförvaltaren och författaren Herman Avellan (1820–1912) var Avellans son från det första äktenskapet. Avellans dotter från det första äktenskapet, Ida Matilda (Åbo 24.10.1817 – Helsingfors 13.6.1859) gifte sig med översten och statsmannen Berndt Adolf Carl Gregori Aminoff i Åbo den 13 juni 1841. Ida Avellan fungerade som historiens första allmänna kransbinderska vid universitetets promotionsfest år 1832.